# Pterolophia quadrimaculata
Pterolophia quadrimaculata là một loài bọ cánh cứng trong họ Cerambycidae.